# أدولفو بيديرنيرا
أدولفو بيديرنيرا (بالإسبانية: Alfredo Pedernera) (مواليد 15 نوفمبر 1918) هو لاعب كرة قدم. يلعب مع منتخب الأرجنتين لكرة القدم.

## مسيرته الكروية
لعب أدولفو بيديرنيرا خلال مسيرته الاحترافية مع 4 أندية في عشرون موسمًا وسجل خلالها 166 هدف ضمن 416 مباراة. ولم يفز بأي موسم بالكأس وفاز في تسعة مواسم بالدوري.
خاض أدولفو بيديرنيرا مسيرته مع نادي ريفر بليت في موسم 1935 ليلعب معه اثنا عشر موسمًا، مشاركًا في 286 مباراة سجل خلالها 129 هدف. ثم انتقل إلى نادي أتلتيكو أتلانتا ما بين عامي 1947 و1948 لمدة موسم واحد، حيث شارك في 28 مباراة سجل خلالها 4 أهداف. لينتقل بعدها إلى نادي هوراكان ما بين عامي 1948 و1949في المرة الأولى لمدة موسم واحد ثم ما بين عامي 1954 و1955 لمدة موسم واحد، مشاركًا طوالها في 20 مباراة سجل خلالها هدفين. ثم انتقل إلى نادي ميلوناريوس في موسم 1949 ليلعب معه خمسة مواسم، مشاركًا في 82 مباراة سجل خلالها 31 هدفًا.

## روابط خارجية
- أدولفو بيديرنيرا على موقع قاعدة بيانات كرة القدم.إي يو (الإنجليزية)
- أدولفو بيديرنيرا على موقع ناشيونال فوتبول تيمز (الإنجليزية)